# Cristóbal de Olid
Cristóbal de Olid (Baeza, Jaén, 1488 - Naco, Hondures, 1524) fou un militar i explorador espanyol que va participar en la conquesta de l'Imperi asteca i Hondures junt a Hernán Cortés.

## Biografia

### Els inicis
Cristóbal de Olid nasqué a Baeza o Linares, a la província de Jaén. Es desconeix res sobre els seus primers anys. Es va casar, en data desconeguda, amb Felipa de Araujo, una portuguesa, amb la qual va tenir una filla, María (o Antonia) Olid y Viedma.
El 1515 va viatjar a Cuba per servir a la corona espanyola sota el comandament del governador Diego de Velázquez. El 1518 va ser enviat pel mateix governador a la costa de Yucatán, a la recerca de l'expedició de Juan de Grijalva, però va haver de tornar a Santiago de Cuba degut al mal temps sense haver aconseguit contactar amb aquella expedició.

### La seva carrera militar a Cuba i Mèxic

Ruta de Cristóbal de Olid i els Conquistadors fins a Mèxic-Tenochtitlán.

El 1519 va acompanyar Hernán Cortés en la conquesta de l'Imperi asteca, comandant una de les naus de la flota amb què viatjà de Cuba a Mèxic. Demostrà gran valentia en la batalla de Centla contra els maies chontals i a Tlaxcala, contra els tlaxcaltecas dirigits per Xicohténcatl. Poc després va dirigir als mateixos tlaxcaltecas, que passaren a ser aliats, contra els cholultecas en la matança de Cholula, durant la retirada de l'anomenada Nit Trista, a Otumba. Va ser nomenat capità de la guarnició de Coyoacán durant el setge de Tenochtitlán. Després de la conquesta d'aquesta ciutat es va casar amb una princesa mexica, germana de Moctezuma II.
El 1522 fou enviat a conquerir Michoacán, província que conquistà en nom d'Hernán Cortés. Des d'allà fou enviat a ajudar a Juan Álvarez Chico a la província de Colima, on havia estat derrotat i mort, però Olid també és derrotat pel rei Colímotl.

### La traïció
El 1523 Hernán Cortés va decidir prendre la davantera a Gil González Dávila en la conquesta d'Hondures. Amb aquesta finalitat va encarregar una expedició terrestre a Pedro de Alvarado, mentre a Cristóbal d'Olid li va encarregar el comandament de l'expedició per mar. Per abastir i reclutar homes per a l'expedició Olid es va traslladar a Cuba i va trair a Cortés en posar-se d'acord amb Diego de Velázquez, qui li va prometre nomenar-lo governador d'Hondures si es posava a les seves ordres. A Hondures va fundar la vila de Triunfo de la Cruz i es va erigir en cabdill de la regió. La resposta de Cortés no va trigar gaire, enviant una expedició naval encapçalada per Francisco de las Casas. Olid va aconseguir capturar Gil González Dávila i Francisco de les Cases, però en un moment de sorpresa ambdós fereixen a Olid, el qual escapa malferit. Olid fou capturat poc després. Després d'aconseguir que els homes d'Olid s'unissin a Hernán Cortés, Francisco de les Cases el va retenir com a presoner.

### La mort
Abandonat pels seus seguidors i sotmès a procés va ser decapitat a la plaça pública de Naco el 1524.